# Werner Zohlnhöfer
Werner Zohlnhöfer (* 19. November 1934 in Lichtenau) ist ein deutscher Wirtschaftswissenschaftler und emeritierter Professor für Volkswirtschaftslehre, insbesondere Wirtschaftspolitik an der Johannes Gutenberg-Universität Mainz.

## Leben
Werner Zohlnhöfer wuchs in Lichtenau in Mittelfranken auf und wurde protestantisch erzogen. Sein Vater fiel 1943 im Krieg, sodass seine Mutter von da an bis 1954 das elterliche Geschäft allein führen musste. Er besuchte das Gymnasium Carolinum in Ansbach. Sein Studium der Wirtschaftswissenschaften an den Universitäten München, Erlangen und Freiburg schloss er 1958 als Diplom-Volkswirt an der Universität Freiburg ab. Anschließend studierte Zohlnhöfer politische Wissenschaften an der Universität Freiburg, der Johns Hopkins School of Advanced International Studies in Bologna und erlangte 1966 an der University of North Carolina den Master of Arts in Political Science. Nach dem Abschluss kehrte er nach Freiburg zurück, wo er 1965 zum Dr. rer. pol. promovierte und bis 1972 wissenschaftlicher Mitarbeiter blieb. Die Habilitation erfolgte 1972, ein Jahr später wechselte er zur Universität Dortmund. Dort hatte er bis 1980 den Lehrstuhl für Wirtschaftspolitik, insbesondere Markt- und Wettbewerbsordnung inne. 1981 folgte er schließlich seiner Berufung an den Lehrstuhl für Volkswirtschaftslehre, insbesondere Wirtschaftspolitik der Universität Mainz.
Er ist verheiratet und hat drei erwachsene Kinder.
Zohlnhöfer war Mitunterzeichner des eurokritischen Manifests Die währungspolitischen Beschlüsse von Maastricht: Eine Gefahr für Europa (1992).

## Forschungsschwerpunkte
- Ordnungspolitik, insbesondere Theorie und Praxis der Politik gegen Wettbewerbsbeschränkungen
- Wirtschaftspolitische Willens- und Entscheidungsbildung in der repräsentativen Demokratie, insbesondere unter Verwendung des begrifflich-analytischen Instrumentariums der sog. Neuen Politischen Ökonomie
- Internationale Wirtschaftsbeziehungen, insbesondere Probleme der Integration Westeuropas

## Schriften (Auswahl)
- Wettbewerbspolitik im Oligopol: Erfahrungen der amerikanischen Antitrustpolitik. Kyklos-Verlag, Basel 1968
- Zukunftsprobleme der Weltwirtschaftsordnung. Duncker & Humblot, Berlin 1996 (als Herausgeber)
- Europa auf dem Wege zur politischen Union?: Probleme und Perspektiven der europäischen Integration vor „Maastricht II“. Duncker & Humblot, Berlin 1996 (als Herausgeber)
- Perspektiven der Osterweiterung und Reformbedarf der Europäischen Union. Duncker & Humblot, Berlin 1998 (als Herausgeber)
- Die wirtschaftspolitische Willens- und Entscheidungsbildung in der Demokratie: Ansätze einer Theorie. Metropolis-Verlag, Marburg 1999